# کالری خوب، کالری بد
کالری خوب، کالری بد (انگلیسی: Good Calories, Bad Calories) کتابی است در سال ۲۰۰۷ توسط روزنامه‌نگار علمی گری تاوبس. تاوبس استدلال می‌کند که توصیه‌های رژیم غذایی چند دهه اخیر در مورد ترویج رژیم‌های غذایی کم چرب به‌طور مداوم نادرست بوده‌است. تاوبس معتقد است که کربوهیدرات‌ها، به‌طور خاص کربوهیدرات‌های تصفیه شده مانند آرد سفید، شکر و نشاسته، به چاقی، دیابت، بیماری قلبی-عروقی و سایر بیماری‌ها کمک می‌کنند. تاوبس یک ارتباط علی بین کربوهیدرات‌ها و سرطان نیز ذکر می‌کند.